# Приселци (Бургасская область)
Приселци (болг. Приселци) — село в Болгарии. Находится в Бургасской области, входит в общину Несебыр. Население составляет 76 человек (2022).

## Политическая ситуация
В местном кметстве Обзор, в состав которого входит Приселци, должность кмета (старосты) исполняет Кирил Куртев Стоянов (независимый) по результатам выборов правления кметства.
Кмет (мэр) общины Несебыр — Николай Кирилов Димитров (независимый) по результатам выборов в правление общины.

## Знаменитые уроженцы
- Ангел Керезов (р.1939) — борец, чемпион мира, призёр Олимпийских игр